# Run Rabbit Run
Run Rabbit Run är en australisk skräck- och thrillerfilm från 2023. Filmen är regisserad av Daina Reid efter ett manus skrivet av Hannah Kent. I huvudrollerna ses Sarah Snook och Lily LaTorre. Filmen hade premiär på Sundance Film Festival den 19 januari 2023 och hade premiär den 28 juni 2023 på strömningstjänsten Netflix.

## Handling
Filmen kretsar kring en fertilitetsläkare som upptäcker att hennes dotter har mycket starka minnen av en tidigare identitet, vilket får henne att ifrågasätta sina egna värderingar och trosuppfattningar.

## Rollista (i urval)
- Sarah Snook - Sarah
- Lily LaTorre - Mia
- Damon Herriman - Peter
- Greta Scacchi - Joan
- Julia Davis - Gail